# HS2000

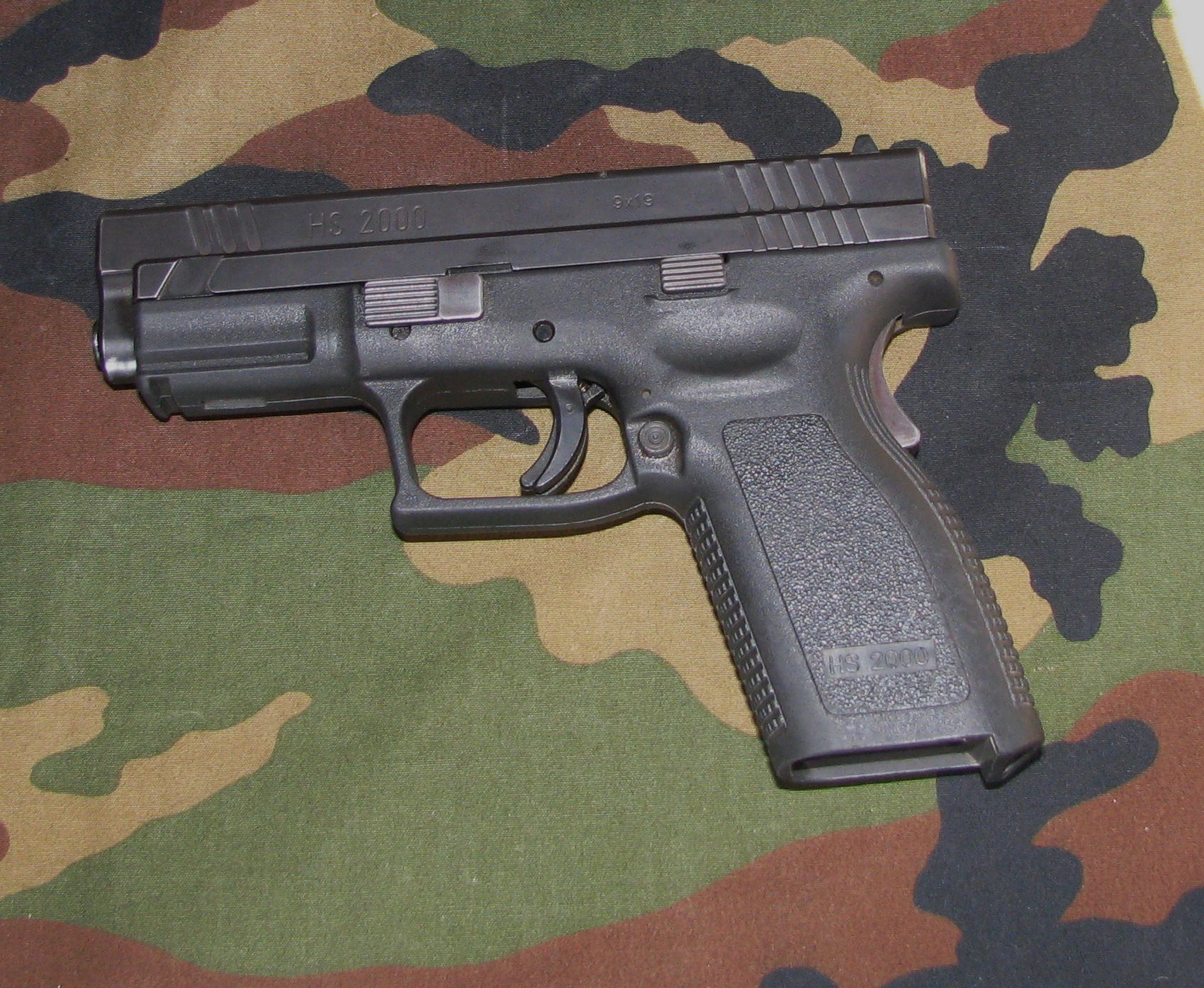
Een afbeelding van een HS2000.

De HS2000 is een serie semi-automatische pistolen. De serie is gevat in een polymeerframe en wordt met een slagpin afgevuurd. De producent van de HS2000 is HS Produkt in Karlovac, Kroatië.